# Јапанске лаке крстарице класе Катори
Лаке крстарице класе Катори представљају последњу серију јапанских лаких крстарица започетих пре Другог светског рата. У почетку коришћене као школски бродови, да би се касније преправиле у ескортне противподморничке бродове.

## Историја
Бродови су поручени по програму за попуну флоте током 1938. године. Нове крстарице су пројектоване као школски бродови, на којима треба да се обучавају официрски кадрови флоте, након чега је бојни крсташ Хиеј модернизован и враћен у борбени састав флоте. У случају рата, предвиђало се да крстарице класе Катори буду заставни бродови одређених одељења флоте. Имена бродова су била потпуно супротна од традиције давања имена бродовима у јапанској флоти. Катори је име реке и име гробнице првог јапанског императора. Остали бродови класе Катори су имали такође имена гробница. Од поручена 4 брода, три су завршена а четврти - Кашивара, је отказан 6. новембра 1941. године. Следећа серија од 4 брода - „Модернизовани Катори“, планирана је за 1942. годину и предат је захтев за њихову градњу, но убрзо је отказан.

## Технички подаци
- Тежина:
  - 5.890 тона стандардни депласман
  - 6.720 тона пуни депласман
- Димензије:
  - Дужина: 133,40 метара
  - Ширина: 16,60 метара
  - Газ: 5.75 метара (средњи газ)
- Максимална брзина:
  - 18 kn (33 km/h)
- Погон: 3 котла Канпон, 7.000 КС
- Максимална даљина пловљења: 9.900 наутичких миља/ 12 kn (22 km/h)
- Количина горива: 800 тона нафте
- Наоружање:
  - Главна артиљерија: 2 × 2 топа 140 mm
  - Помоћна артиљерија: 1 × 2 топа 127 mm
  - Противавионска артиљерија: 2 × 2 топа 25 
  - Торпедне цеви: 4 x 2 533 mm
  - Авиони: 1 × Каваниши Е7К2
- Оклоп:
  - Оклопни појас: 25 
  - Палуба: 19-51 mm
  - Артиљеријске куле 140 mm: 25 mm
- Посада: 315 официра и морнара

## Модернизација
Током 1943. године на крстарицама Кашима и Каши, торпедни апарати су замењени двоцевним кулама 127 mm. Почетком 1944. године све три крстарице су претворене у ескортне бродове за противподморничку борбу а добијају и опрему за разминирање. Лака противавионска артиљерија је повећана на 20 топа 25 mm. Јула 1944. скинут је катапулт за хидроавионе а број противавионских топова 25 mm, повећан је на 30. Поред тога додати су и противавионски митраљези 13 mm - 8 комада.
- Крстарица Катори 1940.
- Крстарица Кашима 1944.

## Бродови
| Име      | Бродоградилиште     | Почетак градње   | Поринуће            | Завршетак градње | Белешка                      |
| -------- | ------------------- | ---------------- | ------------------- | ---------------- | ---------------------------- |
| Катори   | Мицубиши - Јокохама | 24. август 1938. | 17. јун 1939.       | 20. април 1940.  | Потопљена 17. фебруара 1944. |
| Каши     | Мицубиши - Јокохама | 4. октобар 1938. | 15. октобар 1940.   | 15. јул 1941.    | Потопљена 12. јануара 1945.  |
| Кашима   | Мицубиши - Јокохама | 6. октобар 1938. | 25. септембар 1939. | 31. мај 1940.    | Отписана 26. новембра 1946.  |
| Кашивара | Мицубиши - Јокохама | 23. август 1941. | -                   | -                | Отказана 6. новембра 1941.   |

## Служба

### Катори
Брод је уписан у списак флоте 20. априла 1940. године. Када је почео рат на Пацифику, брод још увек није завршио комплетну борбену обуку. По ратном распореду он постаје заставни брод 6. флоте дислоциране на Маршалским острвима. Након преправке у ескортни брод, он осигурава конвоје, који снабдевају и евакуишу јапанску војску на јужном Пацифику. Тешко је оштећен у нападу америчких авиона са носача авиона Интерпид 17. фебруара 1944. године и једва долази до острва Трук где га убрзо потапају топови са бојног брода Њу Џерзи и тешких крстарица Њу орленс и Минеаполис.

### Каши
Крстарица је укључена у састав Здрушене флоте 15. јула 1941. године. Пролази скраћени курс борбене обуке и укључена је у састав јужних снага као њихов заставни брод. Као таква служи до модернизације 1944. године. Потопљена је у Кинеском мору у близини обале Индокине од авиона са америчких носача авиона 12. јануара 1945. године.

### Кашима
Улази у строј 31. маја 1940. године. У децембру 1941. године крстарица постаје заставни брод 4. флоте базиране на острву Трук. Након модернизације 1944. године врши конвојске операције. Тешко је оштећен од америчке авијације базиране на носачима авиона. Након потписивања јапанске капитулације брод је разоружан и служи за пребацивање заробљених Јапанаца у Јапан. Сасечен је током 1946. и 1947. године у Нагасакију.